# Ricardo Sanzol Goñi
Ricardo Sanzol Goñi (Pamplona, 8 d'abril de 1976), és un exfutbolista navarrès que jugava en la posició de porter.

## Trajectòria
Ricardo Sanzol és un jugador format a les categories inferiors de l'AD San Juan, club del Barri de Donibane de la ciutat de Pamplona. Posteriorment va passar als juvenils del CA Osasuna, el filial Osasuna B i va pujar definitivament al primer equip de l'Osasuna el 1998, on ha assolit els seus millors registres en La Lliga.
El seu debut en Primera Divisió va ser el 18 de novembre de 2000 en un Osasuna-Deportivo de La Corunya (1-1). En la temporada 2003/04 va ser el tercer millor guardameta del Trofeu Zamora només superat per Santiago Cañizares i José Francisco Molina. En la següent temporada el porter va jugar 16 partits encaixant 28 gols i no va rebre cap oferta de renovació per part del seu club de tota la vida. Va ser sotscampío de la Copa del Rei 2004/05 que va finalitzar en victòria 2-1 en la pròrroga per al Reial Betis Balompié.
Va marxar a jugar amb l'Albacete Balompié durant 2 temporades, ambdues en Segona Divisió. Després de finalitzar la seva vinculació amb l'Albacete Balompié, es va quedar sense equip 8 mesos després de no fitxar per cap equip en la primera volta de la temporada 2007/08, i va estar entrenant amb l'AD San Juan pamplonés de la Tercera Divisió fins que va fitxar per l'Hèrcules CF de la Segona Divisió un contracte de 6 mesos després d'haver-se quedat el club alacantí amb tan sols el porter professional Unai Alba, i Efrén del filial.
Va debutar amb l'Hèrcules CF el 7 de juny de 2008 en la penúltima jornada de Segona Divisió en l'Estadi Martínez Valero contra l'Elx CF (0-2), partit clàssic regional per excel·lència; Sanzol va jugar els 90 minuts i va quallar una gran actuació.
En l'última jornada de lliga va disputar el seu segon partit com hercul·là, contra el Cádiz, i va estar davant d'Abraham Paz, executor del fatídic penal que podia haver salvat els gaditans del descens a Segona B. Després de concloure contracte amb l'Hèrcules, va quedar lliure a l'estiu de 2008. Actualment exerceix de segon entrenador en les files del juvenil B del Club Atlético Osasuna.